# Gare d'Arlanc
La gare d'Arlanc est une gare ferroviaire française de la ligne de Saint-Germain-des-Fossés à Darsac, située sur le territoire de la commune d'Arlanc, dans le département du Puy-de-Dôme, en région Auvergne-Rhône-Alpes.
Elle est mise en service en 1893 par la Compagnie des chemins de fer de Paris à Lyon et à la Méditerranée (PLM). Elle est aujourd'hui desservie exclusivement par des trains touristiques de l'association Agrivap les trains de la découverte.

## Situation ferroviaire
Établie à 595 mètres d'altitude, la gare d'Arlanc est située au point kilométrique (PK) 464,242 de la ligne de Saint-Germain-des-Fossés à Darsac, entre les gares aujourd'hui fermées de Marsac-en-Livradois et de Mayres.

## Histoire
La gare d'Arlanc est mise en service le 9 juin 1893 par la Compagnie des chemins de fer de Paris à Lyon et à la Méditerranée (PLM), lorsque l'exploitation de la section, à voie unique, de Ambert à Arlanc de la ligne de Saint-Germain-des-Fossés à Darsac ouvre. Elle est donc tête de ligne de 1885 à 1893 mais également de 1971 (fermeture au service voyageur de la section Arlanc - Darsac) à 1980 (fermeture au trafic voyageur de la section Pont-de-Dore - Arlanc).

## Service des voyageurs

### Accueil
Il n'y a pas de boutique SNCF dans le bâtiment voyageur.

### Intermodalité
Le centre-ville est à 300 mètres. La gare est desservie par deux lignes Cars Région se substituant à la desserte ferroviaire : la H27 (Ambert - Le Puy en Velay) et la P3 (Vichy - Arlanc).

## Service du train touristique

### Accueil
L'association AGRIVAP dessert la gare en été avec des trains à destination de la Chaise-Dieu. Les billets sont alors vendus à la montée dans le train sur le quai de la gare. Les billets peuvent être également réservés sur internet.

### Desserte
En saison (juillet et août) des trains réguliers desservent la gare d'Arlanc : Arlanc - La Chaise-Dieu, Train du jardin pour la Terre (Ambert - Arlanc), et le Train du Marché (Arlanc - Ambert) qui permet aux voyageurs de se rendre au marché d'Ambert le jeudi matin.

## Curiosité
Depuis la fin des années 2000, il existe dans la gare et sur les quais une fiction archéologique dénommée le «Trésor de la Gare d'Arlanc».